# Erhard Scholz
Erhard Scholz (1947) é um historiador da matemática alemão, professor da Universidade de Wuppertal.

## Biografia
Scholz estudou matemática de 1968 a 1975 na Universidade de Bonn e na Universidade de Warwick. Obteve um doutorado em 1979 na Universidade de Bonn, orientado por Egbert Brieskorn e Henk Bos, com a tese Entwicklung des Mannigfaltigkeitsbegriffs von Riemann bis Poincaré. Obteve a habilitação em 1986 na Universidade de Wuppertal, onde foi em 1989 professor extraordinário de história da matemática.
Scholz lidou com o surgimento do conceito de variedade, entre outros por Bernhard Riemann, e as relações da matemática com aplicações no século XIX, por exemplo com a estática gráfica de Karl Culmann e a determinação dos grupos espaciais cristalográficos de Evgraf Fedorov e as contribuições aplicadas do criador do cálculo vetorial Hermann Grassmann, e também a questão de se Carl Friedrich Gauss buscou em sua obra geodésica reflexões sobre a geometria não-euclidiana. Na continuação dessas investigações sobre os primórdios da teoria de grupos e conceito de variedade, também lidou intensivamente com Hermann Weyl, em particular seu trabalho em relatividade geral, cosmologia, teoria de gauge e mecânica quântica, onde também se baseou na obra de Weyl "Weyl-Geometrie" na cosmologia. Também lidou com Oswald Teichmüller, sobre o qual ele escreveu um artigo no Dictionary of Scientific Biography e no Jahresbericht des Deutschen Mathematikervereins (com Norbert Schappacher). Scholz também buscou ligações entre a história da matemática e a filosofia, como a de Bernhard Riemann com Johann Friedrich Herbart, de Friedrich Wilhelm Joseph von Schelling com a cristalografia e a filosofia da matemática de Hermann Weyl e sua relação com Gottfried Wilhelm LeibnizGottfried Wilhelm Leibniz.
É co-editor das obras coletadas de Felix Hausdorff (com Friedrich Hirzebruch, Reinhold Remmert, Walter Purkert e Egbert Brieskorn).

## Obras
- Geschichte des Mannigfaltigkeitsbegriffs von Riemann bis Poincaré, Birkhäuser 1980
- The Concept of Manifold 1850–1940, in Ioan James (Herausgeber) History of Topology, Elsevier 1999, p. 25–64
- Symmetrie-Gruppe-Dualität. Zur Beziehung zwischen theoretischer Mathematik und Anwendungen in Kristallographie und Baustatik des 19. Jahrhunderts. Birkhäuser, Basel, Deutscher Verlag der Wissenschaften, Berlim 1989
- Editor: Geschichte der Algebra, Bibliographisches Institut, Mannheim 1990
- Editor: Hermann Weyl´s Raum-Zeit-Materie and a general introduction to his scientific work, Birkhäuser 2001